# Harpactea chreensis
Harpactea chreensis är en spindelart som beskrevs av Robert Bosmans och Beladjal 1989. Harpactea chreensis ingår i släktet Harpactea och familjen ringögonspindlar.
Artens utbredningsområde är Algeriet. Inga underarter finns listade i Catalogue of Life.